# Fatti di Parma
Con la locuzione fatti di Parma si intendono gli scontri avvenuti tra gli squadristi che assediavano la città di Parma e gli Arditi del Popolo, che la difesero insieme alle formazioni di difesa proletaria all'inizio dell'agosto 1922. L'evento rimane degno di nota in quanto uno degli ultimi esempi di opposizione vittoriosa alle squadre fasciste.

## Storia

### Premessa
In città erano presenti sostenitori dell'interventismo di sinistra, tra i quali alcuni capi riconosciuti anche a livello nazionale come Alceste de Ambris, ed associazioni e formazioni localmente attive come la Legione Proletaria Filippo Corridoni.
Nel parmense, la guerra portò ad un incremento industriale sia nel settore agricolo che della manipolazione e trasformazione dei prodotti della terra. La borghesia parmense non mutò però politica rispetto ai conflitti sociali e continuò a far riferimento alla "politica" ed ai dettami ideologici della potente Associazione Agraria Parmense, che aveva battuto lo sciopero del 1908.
A Parma ci fu quindi un'organizzazione della difesa quasi corale e la borghesia, in linea di massima, non pose forti ostacoli all'azione degli Arditi del Popolo e delle formazioni di difesa proletaria. Vi era inoltre il ritorno di reduci fortemente delusi, in quanto Parma era stata città fortemente interventista, molti dei quali di sinistra.

### Sintesi degli avvenimenti
Il 31 luglio 1922, l'Alleanza del Lavoro, unione di quelli che erano i sindacati di sinistra prima dell'avvento del regime, indisse lo sciopero legalitario "contro le violenze fasciste" e "l'indifferenza dello Stato verso di esse".
La notizia trapelò prima del dovuto e Mussolini poté organizzare una resistenza anticipata inviando a tutte le federazioni del Partito Nazionale Fascista (PNF) una circolare segretissima:
(Benito Mussolini)
Nel frattempo, a Parma i lavoratori aderirono allo sciopero in forze. Gli Arditi del Popolo e la locale Legione Proletaria Filippo Corridoni realizzarono un fronte comprendente gli interventisti di sinistra parmigiani, vicini -in un primo momento- al programma dei fasci di combattimento.
I sindacalisti rivoluzionari parmigiani si avvicinarono alla sinistra, evidenziando le difficoltà del fascismo nel trovare consensi a Parma come risulta dai diari di Italo Balbo (Milano 1932). 
Qui venne organizzata una resistenza armata "di ottima caratura militare" a quanto asserisce lo stesso Italo Balbo che sostituirà, mandato da Michele Bianchi, su richiesta del deputato fascista Terzaghi, il quadrunvirato locale, vicino alle posizioni di Farinacci.

### I fatti di Parma

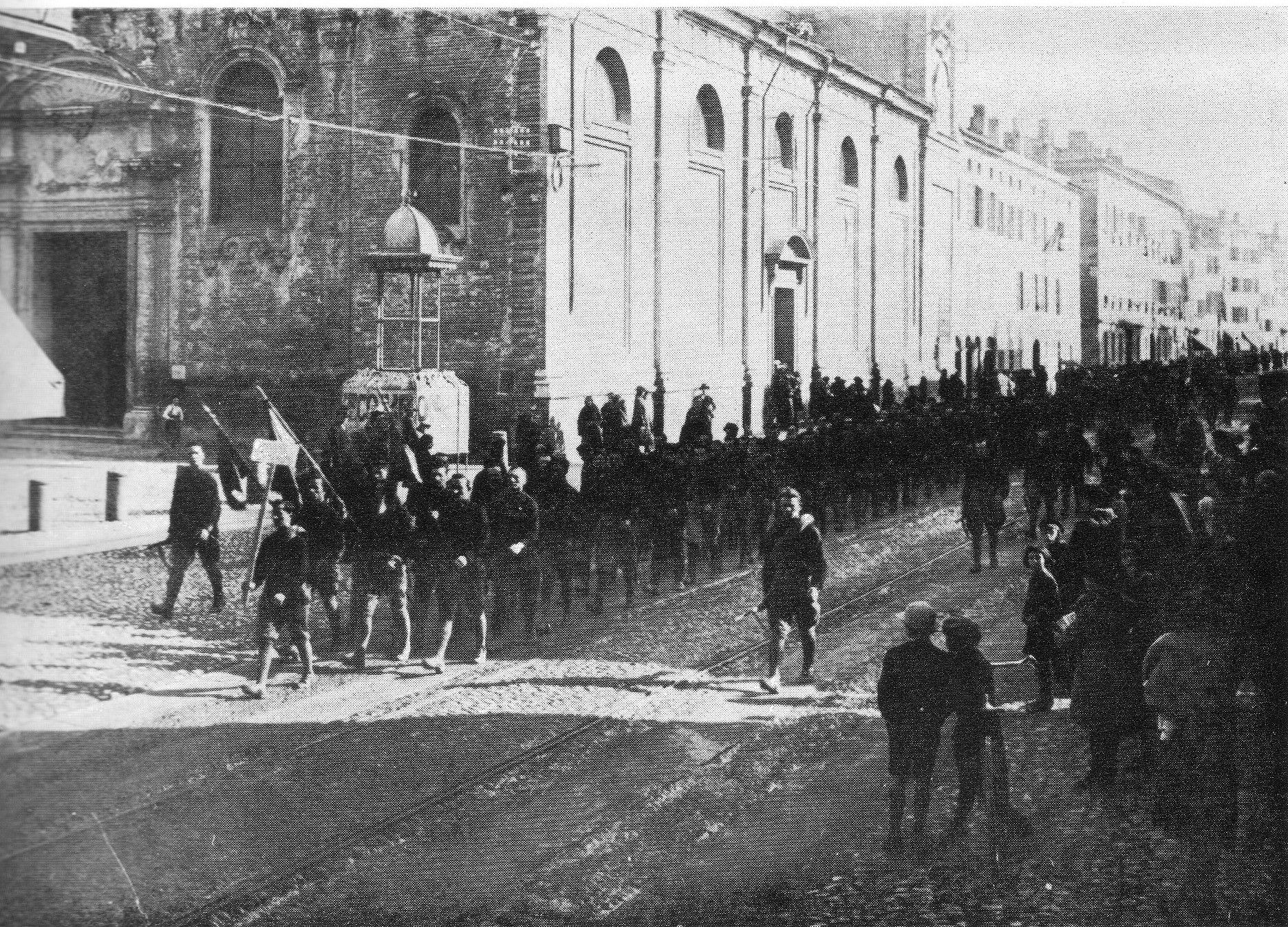
Squadre della provincia parmense in transito in città

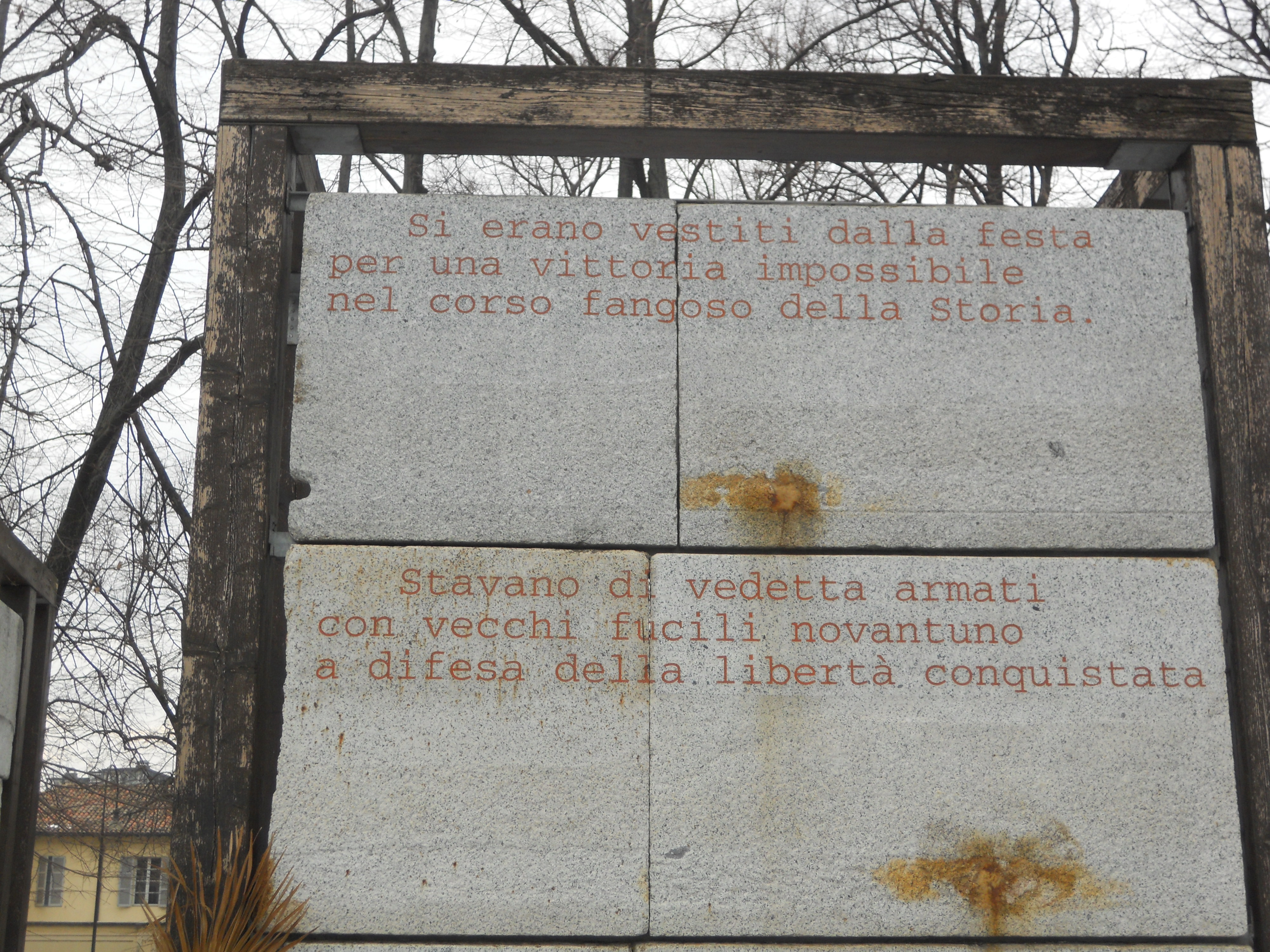
Targa nel quartiere Oltretorrente sui fatti del 1922

Nei primi giorni di agosto vennero perciò mobilitati dal PNF circa 10 000 uomini per l'occupazione di Parma, giunti dai paesi del parmense e dalle province limitrofe. Dopo un breve comando affidato al quadrunvirato formato da Alcide Aimi, Giovanni Botti, Gino Caramatti e Giuseppe Stefanini, le consegne vengono passate ad Italo Balbo. Il numero degli squadristi venne incrementato notevolmente con sopravvenuti rinforzi.
Il 6 agosto, su consiglio anche dell'ufficiale militare al comando della locale Scuola di Applicazione militare, Lodomez, ma soprattutto resisi conto dell'impossibilità di conquistare la città senza scatenare una vera e propria guerra, che avrebbe provocato una carneficina, i fascisti passarono il controllo dell'ordine pubblico all'esercito, impegnandosi a ritirarsi. A partire dalle ore 24 del 5 agosto era entrato in vigore lo stato d'assedio militare..
La popolazione dell'Oltretorrente e dei rioni Naviglio e Saffi si prepara all'aggressione, innalzando barricate e scavando trincee, volendo difendere ad oltranza le sedi delle organizzazioni proletarie e di quelle centriste conoscendo le devastazioni che i fascisti avevano compiuto in altre località, come nel Ravennate, guidati proprio da Italo Balbo. Mentre a livello nazionale lo sciopero si esaurisce in un fallimento completo, a Parma l'idea di resistere si radica sempre di più. Nei quartieri popolari i poteri istituzionali passano al direttorio degli Arditi del Popolo comandati da Guido Picelli.
Il rione Naviglio venne occupato dall'esercito (Novara Cavalleria) il giorno 4 agosto a seguito di un accordo fra il prefetto Fusco e Balbo. Lo stato d'assedio militare venne istituito dal Governo a partire dalle ore 24 del 5 agosto in tutte le città nelle quali perduravano ancora disordini a seguito dello sciopero generale proclamato a partire dal 1º agosto e conclusosi ufficialmente il 3 agosto. Le città dichiarate in stato d'assedio, oltre a Parma, furono: Ancona, Livorno, Genova e Roma. Il 6 agosto Lodomez, comandante militare della piazza, assume pieni poteri.
I fatti di Parma sono oggi ricordati da una storica scritta in dialetto parmigiano, tracciata fra gli anni '60 e '70 sul lungoparma: Balbo t'è pasè l'Atlantic mo miga la Pèrma ("Balbo, hai attraversato l'oceano Atlantico ma non il torrente Parma", riferendosi alle due trasvolate oceaniche compiute da Balbo nel 1930-33).

## I caduti
Secondo la storiografia ufficiale fascista, gli squadristi ebbero solo due caduti nella provincia di Parma (Ettore Tanzi e Odoardo Amadei entrambi uccisi a Sala Baganza il 4 agosto). 
Presso Sala Baganza fu ucciso l'iscritto al Fascio Ettore Tanzi, mentre con il suo carretto trasportava pomodori per conto di una fabbrica conserviera probabilmente perché non aveva aderito allo sciopero legalitario. La notizia giunta a Parma provocò una spedizione punitiva che partì alla volta di Sala Baganza da cui si riteneva fossero giunti gli assassini. Non trovando nessuno nella frazione gli squadristi incendiarono la locale cooperativa, poi mentre si dirigevano verso l'autocarro per fare rientro a Parma una fucilata uccise Odoardo Amedei che si era attardato ad una fontanella. L'attacco provocò un'accesa battaglia con altri feriti.
Secondo le valutazioni di Italo Balbo i morti tra i fascisti durante gli scontri a Parma furono quindici, di cui però non furono resi noti i nomi.
Per quanto ambiguamente ‘non chiaro’, nel Diario di Balbo non v’è traccia alcuna a sostegno di pretesi quindici caduti squadristi ipotizzati da Franzinelli. Non solo non si contarono a Parma i predetti caduti fascisti nell’ambito delle barricate ma, fatto strano per un capoluogo del tempo, sempre per la città di Parma non si conta alcun caduto squadrista, né locale, né esterno, e ciò a partire dalla fondazione del fascio parmigiano (10 aprile 1919), sino alla marcia su Roma compresa.
Quattro caduti si registrarono fra le file delle formazioni di difesa proletaria: Ulisse Corazza, consigliere comunale del Partito Popolare Italiano, Giuseppe Mussini, Mario Tomba e Gino Gazzola, quest'ultimo a soli 14 anni. Il diciassettenne Carluccio Mora morì colpito da un proiettile vagante mentre giocava a calcio in un campetto della periferia.
Secondo il corrispondente da Parma del Resto del Carlino dell'epoca:
(Tino Franzinelli su Il Resto del Carlino del 6 agosto 1922)

## Personaggi correlati

### Fascisti

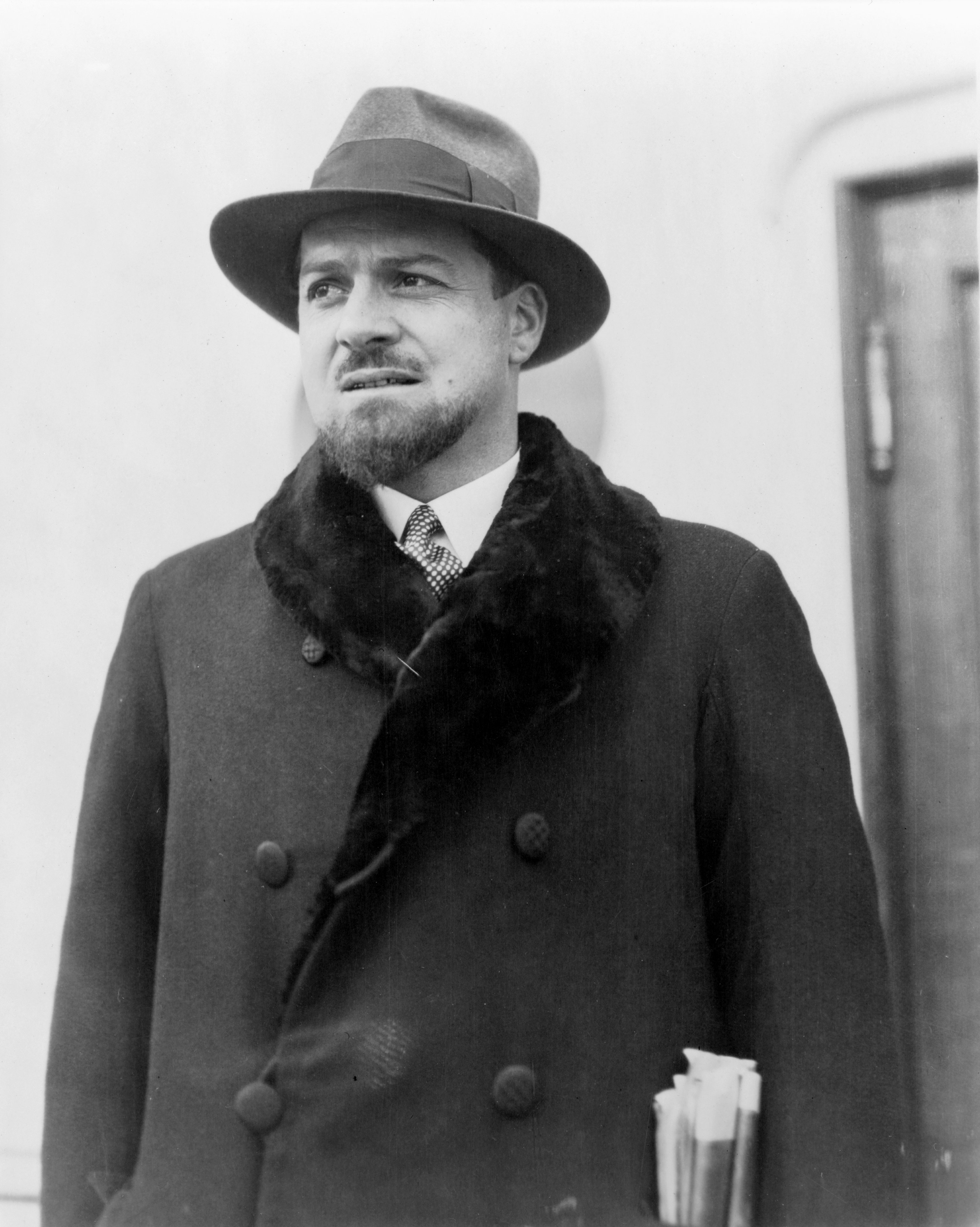
Italo Balbo

- Alcide Aimi, sindacalista ed attivista fascista.
- Italo Balbo, politico, militare ed aviatore italiano, successivamente ministro dell'aeronautica e governatore della Libia.
- Giovanni Dall'Orto, ex combattente, fondatore del Fascio di Reggio Emilia, a capo della seconda colonna di armati, destinata a congiungersi con quella guidata da Italo Balbo. Svolse anche personalmente attività di ricognizione in Parma[20].
- Giovanni Botti, segretario del PNF parmense nel periodo considerato.
- Roberto Farinacci, successivamente segretario del Partito Nazionale Fascista.
- Davide Fossa, squadrista e fondatore del sindacato fascista a Parma.
- Remo Ranieri, squadrista, segretario del fascio di Fidenza e successivamente deputato del PNF al parlamento
- Michele Terzaghi, (Parma, 1896 - 1922), avvocato socialista fino al 1916. Diresse La Difesa, giornale della federazione del PSI che passò poi sotto la direzione di Spartaco Lavagnini, abbandonando il Partito Socialista Italiano a seguito della sua scelta interventista. Aderì al fascismo nel primo dopoguerra con la successiva elezione a deputato del blocco nazionale del 1921.
- Luigi Lusignani ex sindaco liberale di Parma, in seguito aderì al PNF.

### Fronte unito Arditi del Popolo, Legione Proletaria Filippo Corridoni

Guido Picelli

Alceste de Ambris

Antonio Cieri

- Guido Picelli, militante del Partito Comunista d'Italia, comandante in capo del direttorio del Fronte Unito Arditi del Popolo.
- Antonio Cieri, anarchico, guidò la sortita dal Naviglio[21].
- Alceste de Ambris, esponente del sindacalismo rivoluzionario, vicino al fascismo rivoluzionario e poi alla Legione Proletaria Filippo Corridoni.
- Giovanni Faraboli, sindacalista iscritto al PSI, amico e collaboratore con Alceste De Ambris, già ai tempi dello sciopero agrario del 1908.
- Giuseppe Balestrazzi, sottotenente nella grande guerra, poi presidente dell'Associazione mutilati e invalidi di guerra di Parma.
- Umberto Balestrazzi, dirigente dell'Unione sindacale parmense, sarto e giornalista, attivista nelle formazioni giovanili socialiste.
- Amilcare De Ambris, fratello di Alceste de Ambris, sindacalista rivoluzionario, interventista di sinistra, fra i fondatori dei Fascio rivoluzionario d'azione internazionalista, marito di Maria Corridoni, sorella di Filippo, che, a differenza del fratello, aderirà poi al regime fascista.
- Giacomo Ferrari, sindaco di Parma, poi parlamentare e ministro del Partito Comunista Italiano.
- Dante Gorreri, ardito del popolo ed in seguito partigiano.
- Enrico Griffith.
- Giuseppe Isola (Parma, 1881- 1957), antifascista e dirigente dei socialisti internazionalisti "terzini" di Parma.
- Aroldo Lavagetto (Parma, 1896 - 1981), reduce dalla Grande Guerra. Fu fra i rappresentanti di spicco dell'antifascismo liberale e repubblicano, redattore capo presso il giornale il Piccolo Esponente di Parma, fondato da Tullio Masotti. La sede de Il Piccolo fu devastata dagli squadristi durante l'attacco a Parma, anche se i giornalisti tentarono una difesa armata e la redazione venne spostata presso la tipografia della Camera del Lavoro di borgo delle Grazie, in Oltretorrente. A fascismo affermato, Lavagetto dovette fuggire a Milano, riuscendo a trovar lavoro al Corriere della Sera. In seguito si spostò ancora all'ufficio stampa delle Terme di Salsomaggiore ed infine, nel 1935, trovò sistemazione in una società petrolifera appartenente a Nando Peretti. Dopo l'8 settembre del 1943 si stabilì a Roma e nel 1965 tornò a Parma.
- Tullio Masotti, attivista socialista e sindacalista.
- Gaetano Perillo, comunista e capo degli Arditi del Popolo di Genova, partigiano, storico. Genova gli ha destinato un fondo per lo studio del movimento operaio genovese; alcuni storiografi che si sono occupati del riordino della vicenda degli Arditi del Popolo lo danno presente anche a Parma in quel periodo.
- Vittorio Picelli (Parma, 1893 - Roma, 1979), fu fra i difensori di Parma assieme al fratello Guido, quale fondatore e capo della Legione Proletaria Filippo Corridoni. Fuoriuscito in Francia dopo l'avvento del fascismo, nel 1936 scrisse a Mussolini, chiedendo e ottenendo di partecipare come volontario in camicia nera alla Campagna d'Etiopia. Al suo ritorno dall'Africa divenne funzionario di corporazione sindacale con sede a Roma.
- Alberto Simonini, dirigente socialista e segretario della Camera Confederale del Lavoro di Parma.

### Personaggi istituzionali
- Agostino Berenini, senatore del Regno d'Italia e rettore dell'università di Parma dal 1919 al 1925.
- Umberto Beseghi (Parma, 1883 - Bologna, 1958), presidente dell'Associazione nazionale combattenti di Parma, cancelliere giudiziario presso la Pretura di Parma, dopo presso il Tribunale di Ravenna e infine presso la Procura generale di Bologna. Allo scioglimento dell'Associazione nazionale combattenti, Beseghi fu allontanato da Parma con destinazione Orbetello, di lì in poi si occupò esclusivamente alla letteratura. Durante la prima guerra mondiale si occupò subito di giornalismo e fu corrispondente di giornali politici e direttore del quotidiano locale "Il Presente".
- Guido Maria Conforti, arcivescovo cattolico, difese le scelte del clero parmense per la cura dei combattenti feriti[22].
- Felice Corini segretario PPI parmense, collabora coi fascisti fino al 1924, poi rompe e partecipa alla protesta aventiniana.
- Federico Fusco, prefetto di Parma durante i fatti.
- Enrico Lodomez, generale e comandante della Scuola di applicazione di fanteria di Parma e comandante di tutti gli organismi di repressione di stato in Parma.
- Tullio Maestri (Albareto, Parma, 1875 - Borgotaro, Parma, 1940), presidente amministrazione provinciale di Parma (1920-1922).
- Amedeo Passerini (Parma, 1870 - 1932), sindaco di Parma. Si laureò in giovane età affermandosi subito nella vita pubblica con incarichi di alto livello nell'amministrazione. consigliere del Monte di Pietà, ispettore alla Cassa di Risparmio e membro della giunta provinciale amministrativa. Ricoprì anche la carica di prosindaco ed assessore alle Opere Pie nel 1895, nominato presidente della Congregazione municipale di carità, assessore al dazio e alle finanze, presidente degli ospizi civili e dell'Ordine degli avvocati. Gli fu consegnata nel 1924, per la sua capacità di gestione della cosa pubblica la tessera ad honorem del PNF.
- Roberto Simondetti, comandante del presidio militare di Parma.

## Nella cultura di massa

### Canzoni
- L'oltretorrente, Atarassia Gröp (2006)
- Alle barricate, Gang (2015)

### Detti popolari
(storica scritta murale)

### Filmografia
- Il ribelle (2011), regia di Giancarlo Bocchi

### Giochi
- Una vittoria impossibile (2022), di Paolo Mori, Simone Serrao e Francesco Sirocch